# Adoretus maculicollis
Adoretus maculicollis är en skalbaggsart som beskrevs av Leon Fairmaire 1899. Adoretus maculicollis ingår i släktet Adoretus och familjen Rutelidae. Inga underarter finns listade i Catalogue of Life.